# Krinkhof

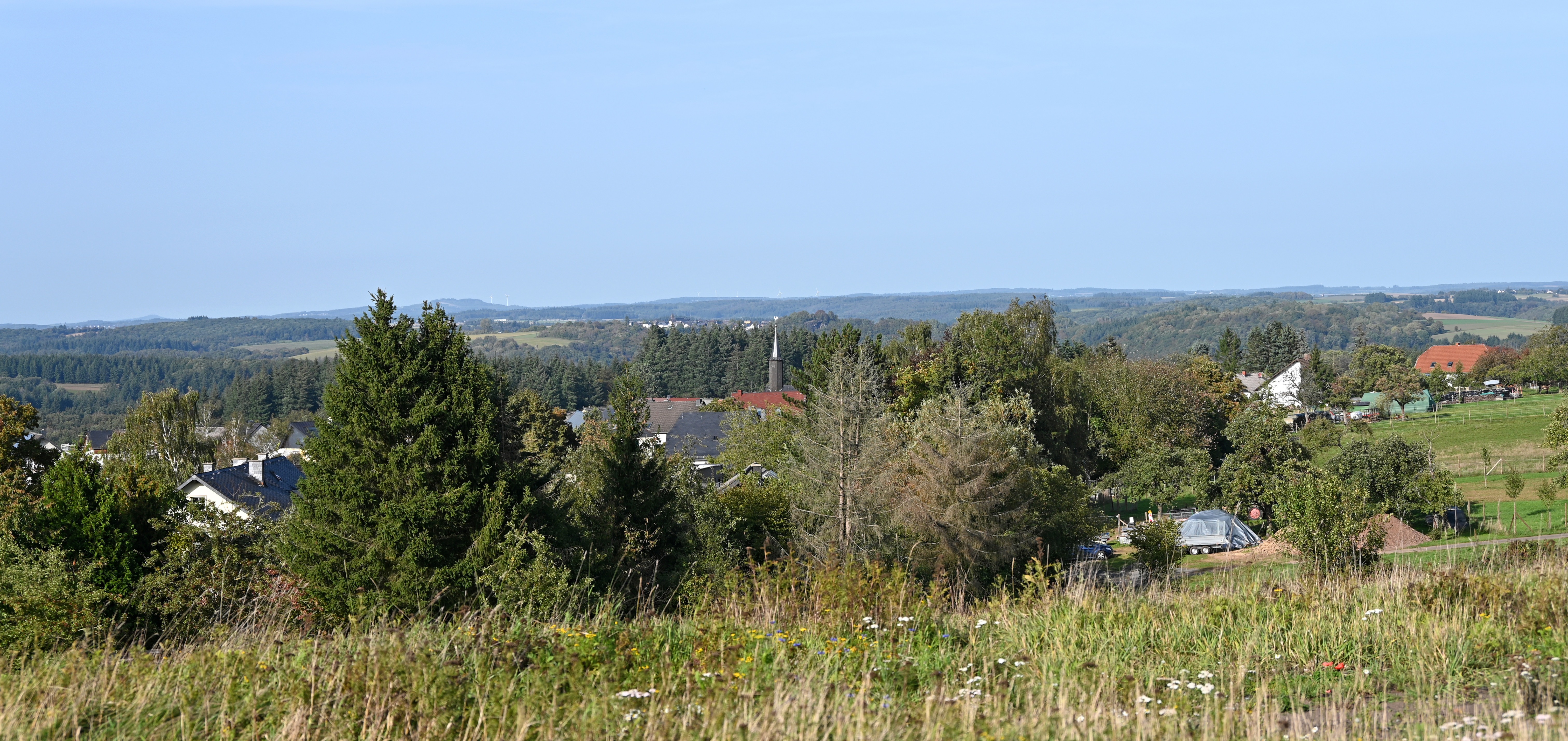
Krinkhof, Ortsansicht von Süden

Krinkhof ist ein Ortsteil (Ortsbezirk) von Hontheim im Landkreis Bernkastel-Wittlich in Rheinland-Pfalz.

## Geographie
Der Ort liegt etwa zwei Kilometer südöstlich von Hontheim am nördlichen Rand des Kondelwalds auf einem Plateau der Vulkaneifel.
Die Nachbarorte von Wispelt sind im Nordwesten Hontheim selbst, im Nordosten Bad Bertrich, im Osten der Hontheimer Ortsteil Bonsbeuern, im Süden Kinderbeuern und Bausendorf, sowie im Westen der Hontheimer Ortsteil Wispelt.

## Geschichte
Das Linke Rheinufer wurde 1794 im ersten Koalitionskrieg von französischen Revolutionstruppen besetzt. Von 1798 bis 1814 war Krinkhof ein Teil der Französischen Republik (bis 1804) und anschließend des Napoleonischen Kaiserreichs, zugehörig dem Saardepartement. Auf dem Wiener Kongress (1815) kam die Region an das Königreich Preußen, der Ort wurde 1816 dem Regierungsbezirk Trier, Kreis Wittlich, zugeordnet.
Nachdem zuvor nur ein kleines Kapellchen vorhanden war, wurde 1851 beschlossen, ein größeres Kirchengebäude zu errichten, um in Krinkhof die Feier der heiligen Messe abhalten zu können. Am 16. Oktober 1853 konnte das heutige Gebäude zu Ehren des heiligen Michael eingesegnet werden.
Nach dem Ersten Weltkrieg gehörte das Gebiet zum französischen Teil der Alliierten Rheinlandbesetzung. Nach dem Zweiten Weltkrieg wurde Krinkhof innerhalb der französischen Besatzungszone Teil des damals neu gebildeten Landes Rheinland-Pfalz.

## Politik
Der Ortsteil Krinkhof ist gemäß Hauptsatzung einer von drei Ortsbezirken der Ortsgemeinde Hontheim. Er wird politisch von einem Ortsvorsteher vertreten, während auf die Bildung eines Ortsbeirats verzichtet wurde.
Ferdinand Dimmig wurde im Sommer 2011 Ortsvorsteher von Krinkhof. Bei der Direktwahl am 26. Mai 2019 wurde er mit einem Stimmenanteil von 81,82 % und am 9. Juni 2024 als einziger Bewerber mit 88,2 % für jeweils weitere fünf Jahre in seinem Amt bestätigt.

## Kultur und Sehenswürdigkeiten
In der Denkmalliste des Landes Rheinland-Pfalz (Stand: 2025) sind folgende Kulturdenkmäler genannt:
- Katholische Filialkirche, dreiachsiger Saalbau, wohl um 1900, Krinkhof 28
- Wegkapelle im Süden der Gemarkung

Krinkhof
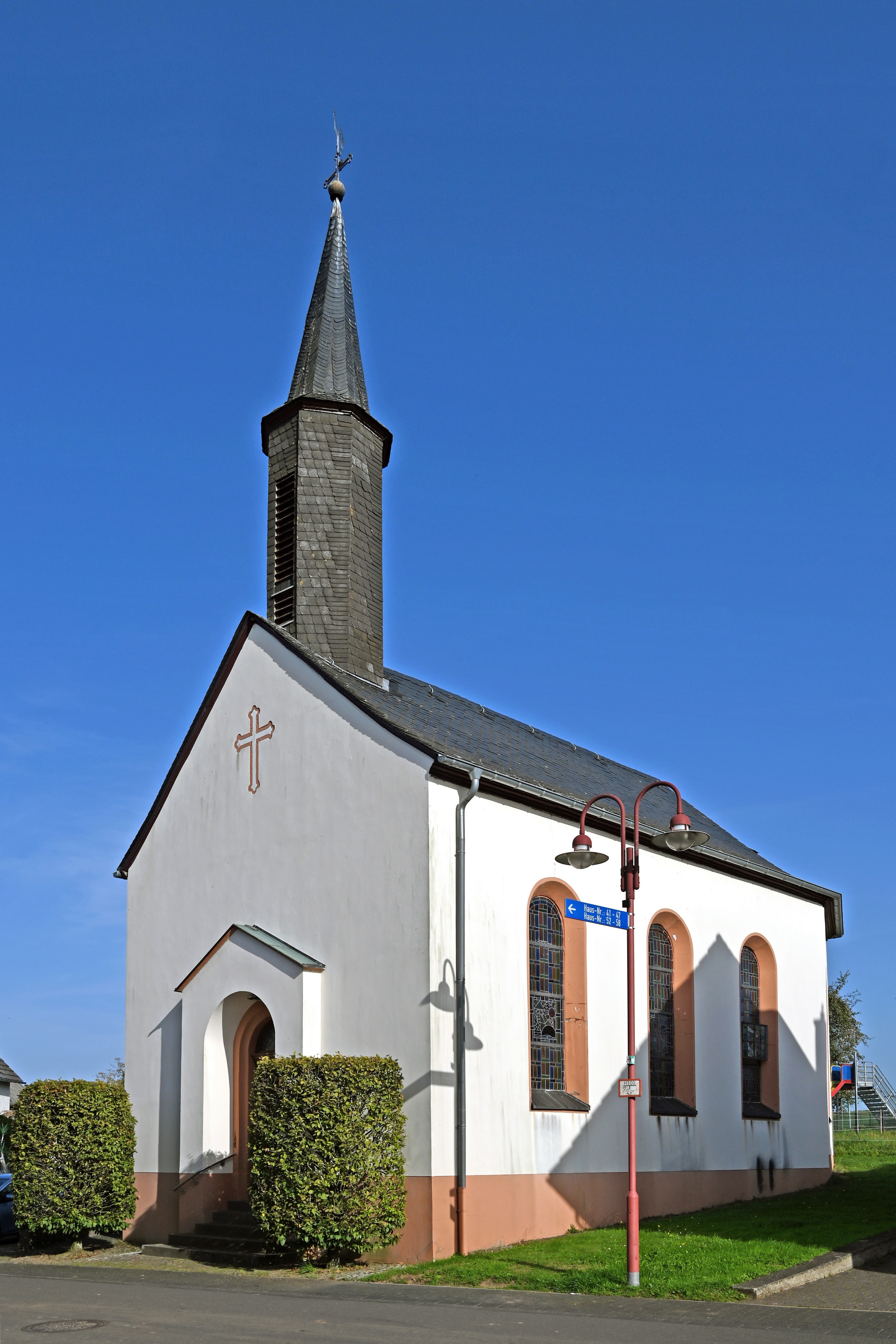
St. Michael
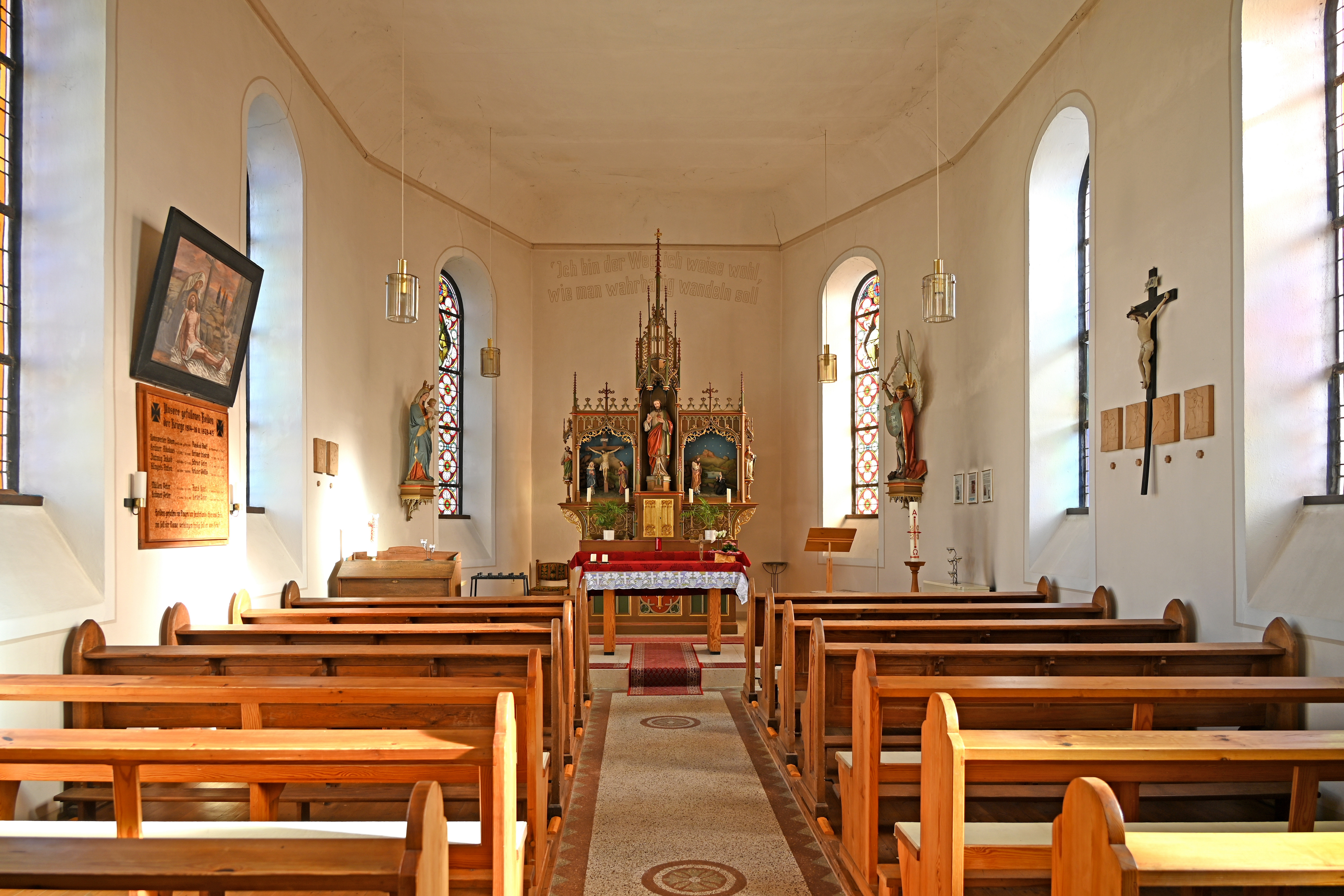
Innenraum
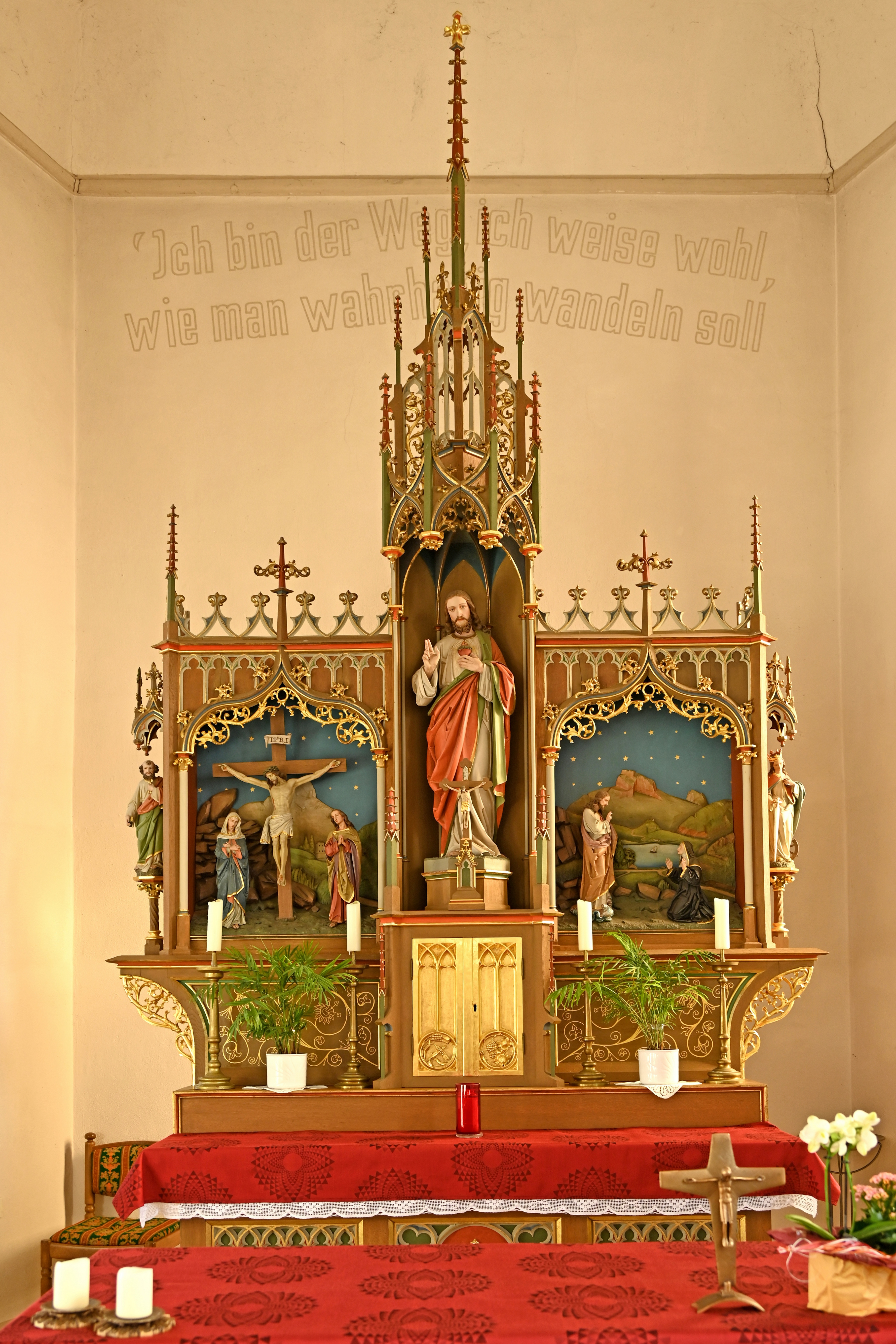
Hochaltar
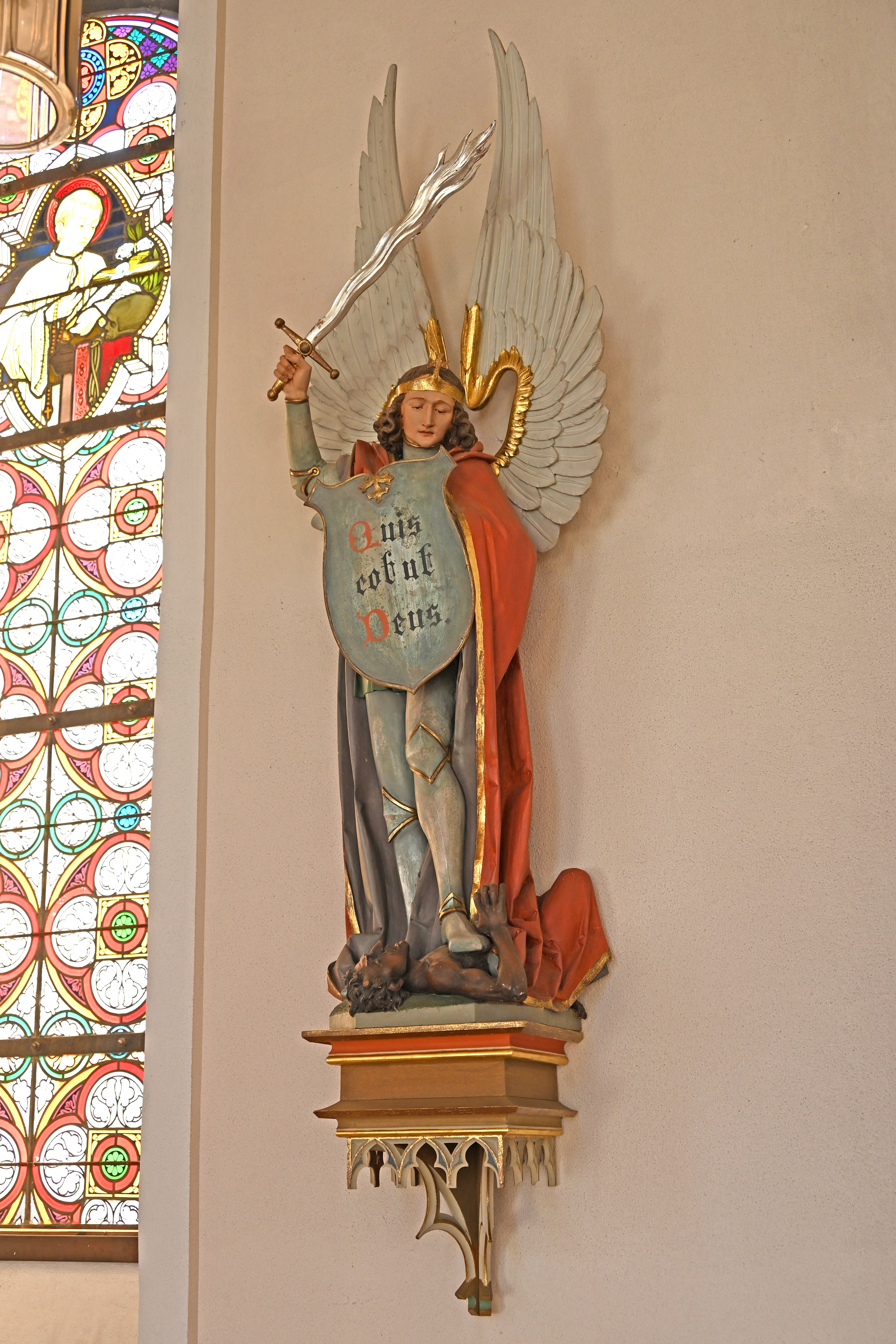
St. Michael
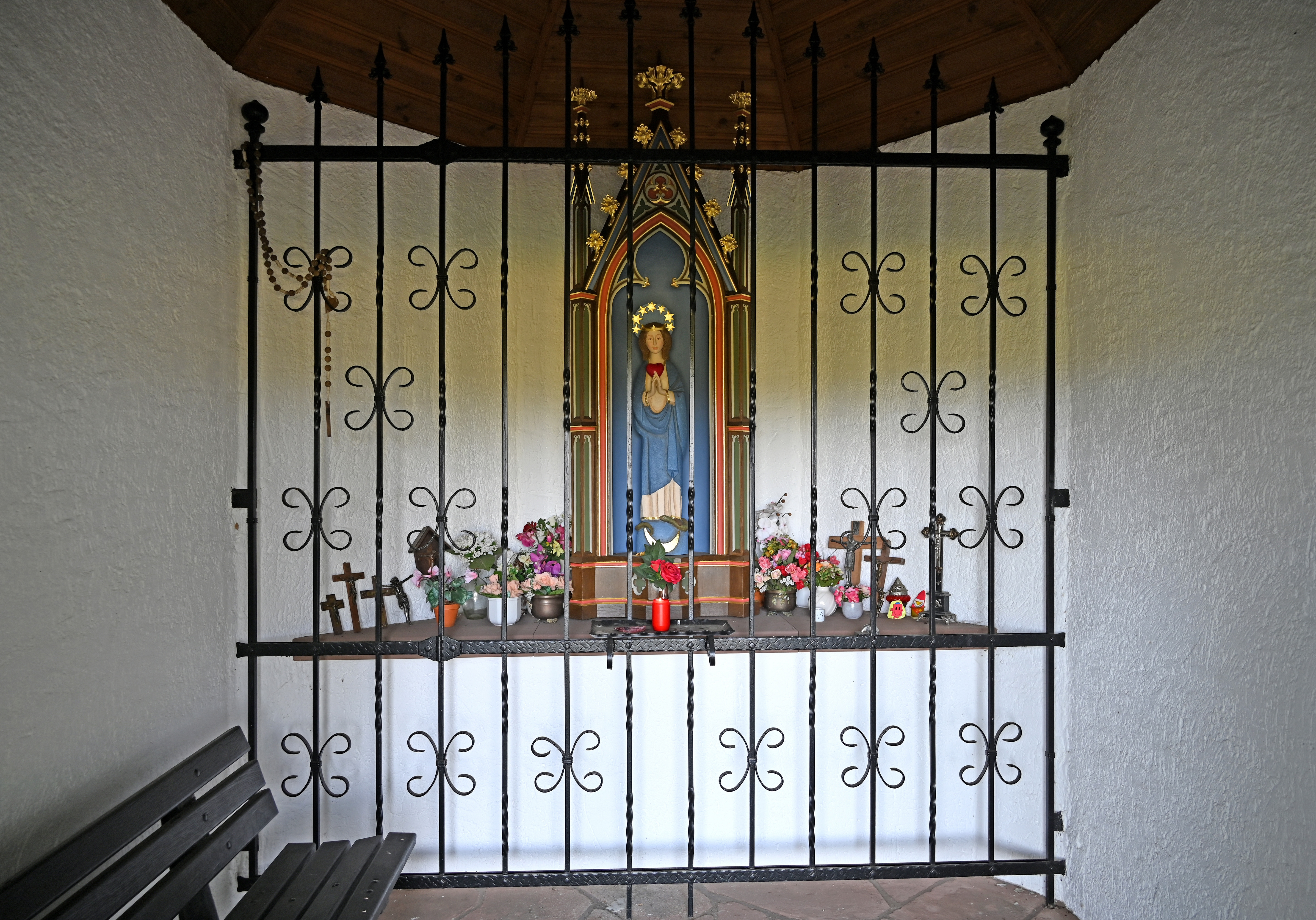
Wegekapelle
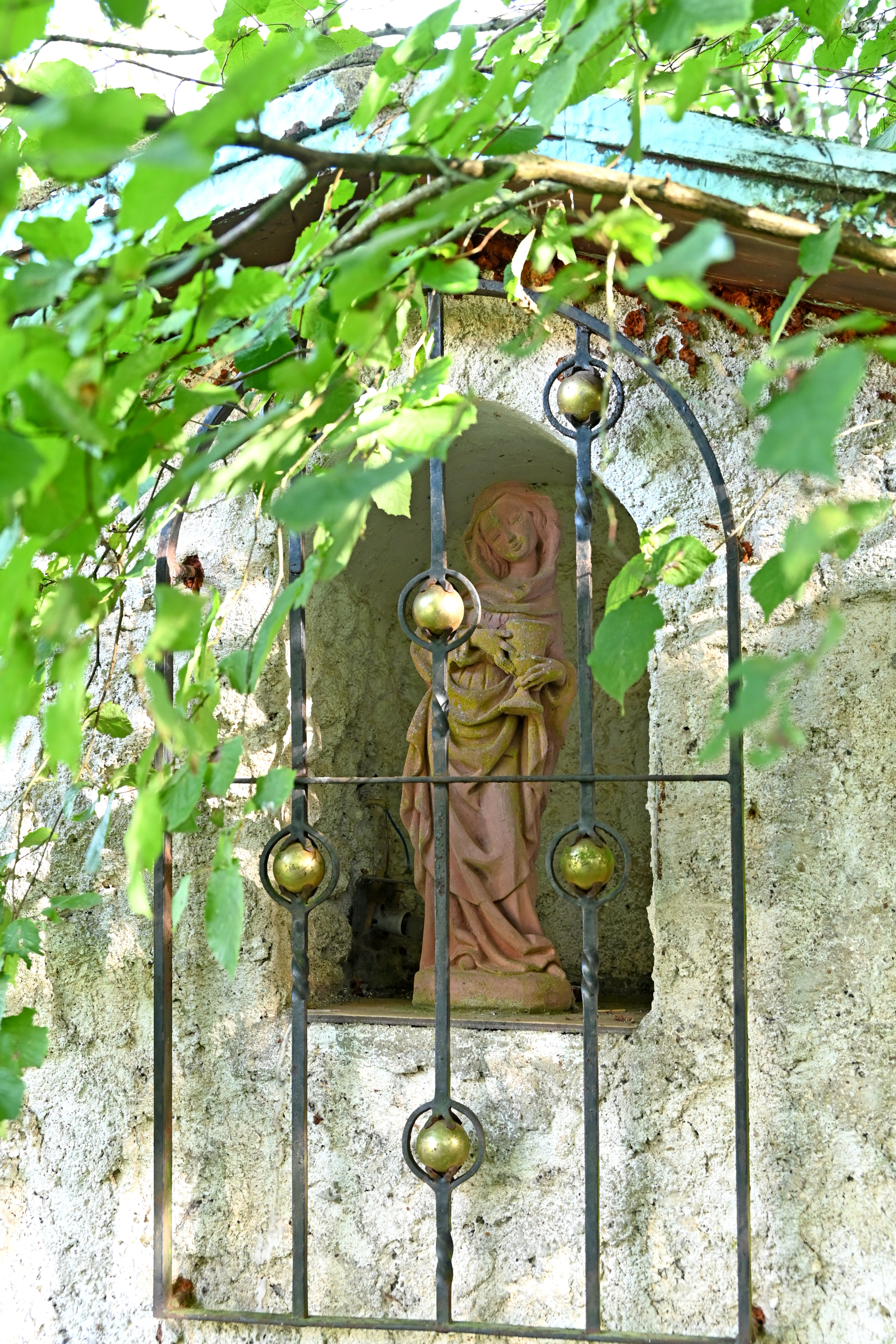
St. Barbara

## Wirtschaft und Infrastruktur
Krinkhof wird durch die in südwestliche Richtung verlaufende Kreisstraße 33 an die Bundesstraße 421 angebunden, die in nördliche Richtung nach Wispelt und Hontheim führt, in südliche nach Kinderbeuern.